# Dictyonema irpicinum
Dictyonema irpicinum är en lavart som beskrevs av Mont. 1848. Dictyonema irpicinum ingår i släktet Dictyonema, klassen Agaricomycetes, divisionen basidiesvampar och riket svampar.   Inga underarter finns listade i Catalogue of Life.